# 松原東
松原東（まつばらひがし）は、青森県弘前市の地名。郵便番号は036-8141。

## 地理
青森県道127号石川土手町線沿いにあり、県道の東側に位置。県道をはさんで西は松原西、南西から南にかけ千年、南東は広野、東は安原、北東は学園町、北は三岳町、中野に接する。

## 沿革
- 1968年（昭和43年） - 取上、原ケ平、大和沢、大清水、小栗山の一部から分離。松原東一～三丁目になる。
- 1973年（昭和48年） - 二・三丁目の各一部が千年一丁目になる。

## 名前の由来
羽州街道の名残の松がよく残っていた地域が松原と呼ばれ、その西側にあたることにちなんだもの。

## 世帯数と人口
2017年（平成29年）6月1日現在の世帯数と人口は以下の通りである。
| 丁目         | 世帯数    | 人口    |
| ------------ | --------- | ------- |
| 松原東一丁目 | 299世帯   | 670人   |
| 松原東二丁目 | 282世帯   | 577人   |
| 松原東三丁目 | 223世帯   | 454人   |
| 松原東四丁目 | 326世帯   | 710人   |
| 松原東五丁目 | 280世帯   | 605人   |
| 計           | 1,410世帯 | 3,016人 |

## 施設

### 教育
- ひまわり保育園
- 弘前市立松原小学校

### 医療
- 河内小児科内科クリニック
- こいし内科クリニック

### 商業
- ユニバース弘前松原店
- コープあおもり弘前松原店

### 公共
- 松原集会所

## かつて存在した施設
- サンデー弘前松原店 - 2012年に閉店後、ユニバース弘前松原店が開店。
- みちのく歴史人物資料館

## 小・中学校の学区
市立小・中学校に通う場合、学区は以下の通りとなる。
| 町丁         | 番・番地 | 小学校             | 中学校           |
| ------------ | -------- | ------------------ | ---------------- |
| 松原東一丁目 | 全域     | 弘前市立松原小学校 | 弘前市立南中学校 |
| 松原東二丁目 | 全域     | 弘前市立松原小学校 | 弘前市立南中学校 |
| 松原東三丁目 | 全域     | 弘前市立松原小学校 | 弘前市立南中学校 |
| 松原東四丁目 | 全域     | 弘前市立松原小学校 | 弘前市立南中学校 |
| 松原東五丁目 | 全域     | 弘前市立松原小学校 | 弘前市立南中学校 |

## 交通
- 弘南バス
  - 松原、松原東三丁目、上松原（弘前駅 - 小栗山・狼森線、他）停留所。
  - 松原小学校前（弘前駅 - 座頭石、富田大通り経由 自衛隊線、弘前駅 - 安原団地線）停留所。